# Hygrochroa gladys
Hygrochroa gladys är en fjärilsart som beskrevs av Dyar 1918. Hygrochroa gladys ingår i släktet Hygrochroa och familjen silkesspinnare. Inga underarter finns listade i Catalogue of Life.